# Брайтенберг (Нижня Баварія)
Брайтенберг (нім. Breitenberg) — громада в Німеччині, знаходиться в землі Баварія. Підпорядковується адміністративному округу Нижня Баварія. Входить до складу району Пассау.
Площа — 29,87 км2. Населення становить 2027 ос. (станом на 31 грудня 2020).